# Scutiger nyingchiensis
Espèce
Synonymes
- Scutiger occidentalis Dubois, 1978

Statut de conservation UICN

 LC  : Préoccupation mineure
Scutiger nyingchiensis est une espèce d'amphibiens de la famille des Megophryidae.

## Répartition
Cette espèce se rencontre entre 2 730 et 4 560 m d'altitude, :
- dans l'est du Népal ;
- dans la région autonome du Tibet en République populaire de Chine, dans le xians de Nyingchi, de Bomi et de Yadong ;
- dans le nord-ouest de l'Inde ;
- dans le nord-est du Pakistan.

## Étymologie
Son nom d'espèce, composé de nyingchi et du suffixe latin -ensis, « qui vit dans, qui habite », lui a été donné en référence au lieu de sa découverte, le xian de Nyingchi.

## Publication originale
- Fei, 1977 in Sichuan Institute of Biology Herpetology Department (Fei, Ye, Wu & Hu), 1977 : A survey of amphibians in Xizang (Tibet). Acta Herpetologica Sinica,  vol. 23, no 1, p. 54-63.